# تيكو
روبرتو مارتينيز ريبوداس (بالإسبانية: Tiko)‏ المعروف باسم تيكو، من مواليد 15 سبتمبر 1976 في بامبلونا في إسبانيا، لاعب كرة قدم إسباني.
بدأ مسيرته الكروية مع رديف نادي أوساسونا في موسم 1995/1996، ولعب معهم 32 مباراة وسجل 4 أهداف، وفي عام 1996 لعب مع نادي أوساسونا، وشارك معهم في 4 مباريات وسجل هدف واحد، وفي موسم 1996/1997 لعب مع رديف نادي أوساسونا، وشارك معهم في 26 مباراة وسجل 3 أهداف، وفي عام 1997 لعب مع نادي أوساسونا، ولعب معهم حتى عام 1999، وشارك معهم في 39 مباراة، ومنذ عام 1999 وهو يلعب مع نادي أثلتك بلباو.
و قد لعب مباراة واحدة مع منتخب إسبانيا لكرة القدم.

## مسيرته الكروية
لعب تيكو خلال مسيرته الاحترافية مع 4 أندية في ستة عشر موسمًا وسجل خلالها 35 هدفًا ضمن 316 مباراة. ولم يفز بأي موسم بالكأس أو بالدوري.
خاض تيكو مسيرته مع نادي أوساسونا ب في موسم 1994–95 واستمر معه طيلة ثلاثة مواسم، مشاركًا في 63 مباراة سجل خلالها 7 أهداف. ثم انتقل إلى نادي أوساسونا في موسم 1996–97 واستمر معه طيلة ثلاثة مواسم، حيث شارك في 43 مباراة سجل خلالها 7 أهداف أيضًا. لينتقل بعدها إلى نادي أتلتيك بيلباو في موسم 1999–00 ليلعب معه تسعة مواسم، مشاركًا في 194 مباراة سجل خلالها 21 هدفًا. ثم انتقل إلى نادي إيبار في موسم 2008–09 لمدة موسم واحد، مشاركًا في 16 مباراة ولم يسجل أي هدف.

## روابط خارجية
- تيكو على موقع قاعدة بيانات كرة القدم.إي يو (الإنجليزية)
- تيكو على موقع ناشيونال فوتبول تيمز (الإنجليزية)
- تيكو على موقع عالم كرة القدم.نت (الإنجليزية)